# Toperczer

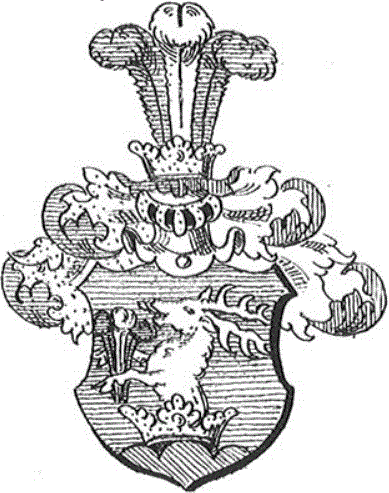
Wappen derer von Toperczer

Toperczer, auch Topperczer, Toperczer von Todtenfeld oder Toperczer de Sárosorosz et Ugornya ist der Name eines ungarischen Adelsgeschlechts. Die Familie wurde Ende des 17. Jahrhunderts nobilitiert.

## Geschichte

### Herkunft
Die Familie Toperczer ist ein aus dem Komitat Zips stammendes Adelsgeschlecht. Namentlich wird bereits 1524 ein Johann Toperczer als Bürger der freien königlichen Stadt Leutschau (heute Levoča) urkundlich erwähnt. Ein weiterer Johann Toperczer scheint 1562 als Bürger von Eperjes (heute Prešov), 1563 als Notar und Gesandter von Seita von Eperjes, auf.
Am 19. September 1686 wird in Wien von Kaiser Leopold I. an Johann Toperczer als Haupterwerber und für seine Ehefrau Dorothea Kurcz sowie für die Kinder Tobias, Daniel, Maria, Eva, Dorothea und Elisabeth als Nebenerwerber Adels- u. Wappenbrief verliehen.
Am 5. Dezember 1722 verleiht König Karl III. den Adels- und Wappenbrief an Martin Cornides als Haupterwerber und für seine Söhne Martin und Thomas, sowie für seinen Schwiegersohn Jacob Topperczer als Nebenerwerber.
Paul Toperczer bricht im Alter von 20 Jahren sein Studium ab und schlägt bei seinem Onkel, Paul Kray von Krajowa, eine Militärkarriere ein. Am 8. September 1795 wird er für sein Heldentum vom Kaiser Franz I. in den Ritterstand erhoben und erhält den Beinamen Todtenfeld. Paul stirbt an seinen Verletzungen im Jahre 1796.
Joseph Toperczer erhält als Verwalter des Bistums von Nagyvárad (heute Oradea) von König Franz II. am 19. August 1805 eine Adelserneuerung, Wappen, Prädikat sowie Grundbesitz in Sárosorosz und Ugornya.  Joseph ist der Gründer des Biharer Zweiges der Familie. Sein Enkel Eugen Toperczer de Sárosorosz et Ugornya wird Bürgermeister von Nagyvárad und kaiserliches Ratsmitglied.

## Wappen
- Blasonierung des Wappens der Familie Toperczer: In Blau aus gekröntem grünen Dreiberge wachsend ein Hirsch, mit den Vorderläufen drei blau-weiß-blaue Straußenfedern haltend.
- Blasonierung des Wappens der Familie Cornides: In Blau auf grünem Hügel eine weiße Taube, im Schnabel einen grünen Blätterzweig haltend.
- Blasonierung des Wappens von Joseph von Toperczer: In Rot aus gekröntem grünem Dreiberge ein aufgerichteter Hirsch, im Maul eine Weinrebe haltend.

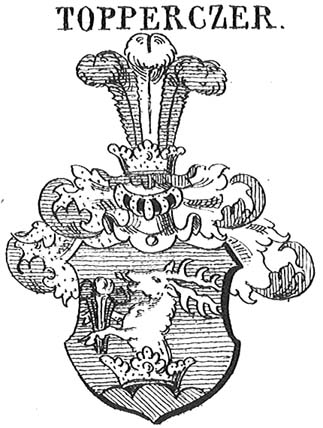
Familienwappen von Toperczer
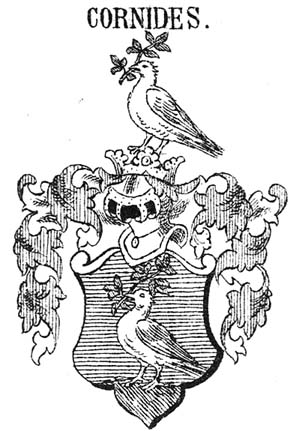
Familienwappen Cornides von Krompach und Gronosztov
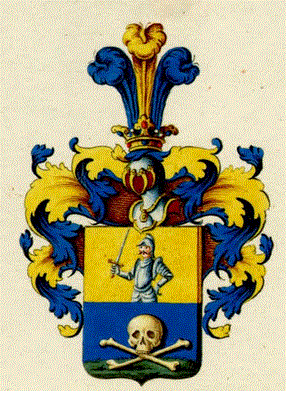
Familienwappen des Paul Toperczer von Todtenfeld
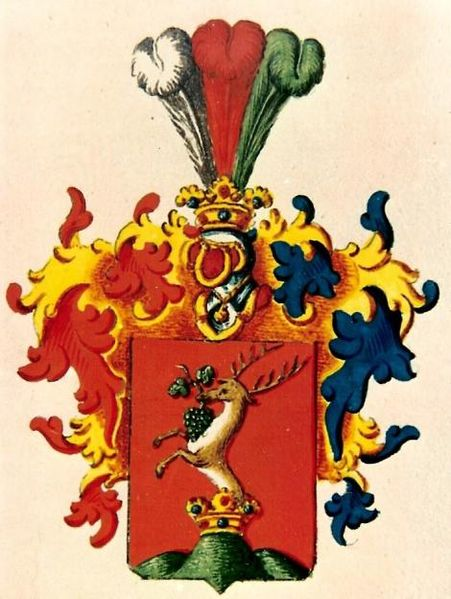
Familienwappen Joseph Toperczer von Sárosorosz et Ugornya